# Lepidodactylus euaensis
Lepidodactylus euaensis är en ödleart som beskrevs av  Gibbons och BROWN 1988. Lepidodactylus euaensis ingår i släktet Lepidodactylus och familjen geckoödlor. Inga underarter finns listade i Catalogue of Life.